# Luna (cantante polacca)
Luna, pseudonimo di Aleksandra Katarzyna Wielgomas, nota in passato anche come Ola Wielgomas (Varsavia, 28 agosto 1999), è una cantante polacca.
Ha rappresentato la Polonia all'Eurovision Song Contest 2024 con il brano The Tower.

## Biografia
Nata nella capitale polacca, ha tre fratelli, è figlia dell'imprenditore Andrzej Wielgomas. La sua famiglia gestisce l'azienda familiare polacca di trasformazione alimentare Dawtona. Ha studiato presso la Scuola Nazionale di Musica "Tadeysz Baird" di Grodzisk Mazowiecki, prendendo lezione di violino. Dal 2015 al 2018 ha frequentato il corso di scienze giuridiche e politiche, prima di iniziare i suoi studio presso l'Università di Varsavia.
La sua carriera musicale inizia a muovere i primi passi nel 2010, quando si è unita all'Artos Children's Choir del Grande Teatro di Varsavia, avendo come insegnante Danuta Chmurska. Dal 2015 al 2017 ha recitato nella commedia Cud albo Krakowiaki i Górale, interpretando il ruolo di una donna originaria di Cracovia.
Nel 2018 ha iniziato a collaborare con l'etichetta Kayax, facente parte del gruppo della Universal Music Polska, con cui ha pubblicato il suo singolo di debutto Na wzgórzach niepokoju. L'anno successivo, poco dopo la pubblicazione del singolo Zastyga, inizia ad esibirsi nei principali festival musicali della Polonia come il Naturalnie Mazury Festival e il Pol'n'Rock Festival.
Nel 2020 Wielgomas collabora con il paroliere polacco Michał "Fox" Król, con cui pubblica il singolo Luna, da cui trarrà spunto il suo pseudonimo. Nel novembre dello stesso anno ha pubblicato il singolo Zgaś, che è stata insignita come una delle migliori canzoni polacche dell'anno ed è stato trasmesso nelle principali radio nazionali. A seguito del successo del brano, venne incisa anche una versione in inglese Blind pubblicato l'anno seguente.
Il 19 febbraio 2024 è stato annunciato che l'emittente televisiva polacca TVP l'ha selezionata internamente per rappresentare la Polonia all'Eurovision Song Contest 2024 a Malmö, con il brano The Tower. La sua canzone, presentata nella prima semifinale, giungerà solo dodicesima, non riuscendo ad accedere alla finale.

## Discografia

### Album in studio
- 2022 – Nocne zmory
- 2025 – No Rest

### EP
- 2021 – Caught in the Night

### Singoli
- 2018 – Na wzgórzach niepokoju
- 2019 – Zastyga
- 2020 – Luna
- 2020 – Zgaś
- 2021 – Mniej
- 2021 – Wirtualne przedmieście
- 2021 – Zabierz mnie
- 2021 – Blind
- 2021 – Virtual Rivers
- 2021 – Melt Away
- 2021 – Niewypowiedziane
- 2021 – Carol of the Bells
- 2022 – Wystarczy
- 2022 – Elon Musk (W ogniu się unoszę)
- 2022 – Nie budź mnie
- 2022 – Nocne zmory
- 2022 – Czerwien moich ust
- 2022 – Dynamit
- 2023 – Już nie zasnę
- 2023 – Moja miłość
- 2023 – Lekko
- 2023 – Lost and Wild
- 2024 – The Tower
- 2024 – Alive
- 2024 – Wild West
- 2024 – Personal Torture
- 2024 – A może

#### Come featuring
- 2021 – Nie proszę o więcej (Marcin Maciejczak feat. Luna)
- 2022 – Nie mój sen (Justyna Steczkowska feat. Luna)
- 2022 – Ciepło-Zimno (Marie feat. Luna)
- 2023 – Subterranean (Miss Monique & Avira feat. Luna)